# Варциіхе
Варциіхе (груз. ვარციხე) — село в Грузії.
За даними перепису населення 2014 року в селі проживає 1559 особа.